# Островите (гмина)
Островите (пол. Ostrowite) — сельская гмина (волость) в Польше, входит как административная единица в Слупецкий повет, Великопольское воеводство. Население — 5129 человек (на 2004 год).

## Сельские округа
1. Долы
2. Гевартув
3. Гевартув-Холендры
4. Гостунь
5. Грабина
6. Издебно
7. Яротки
8. Каня
9. Компель
10. Косево
11. Мечовница
12. Напрусево
13. Островите
14. Пшецлав
15. Сенно
16. Серниче-Вельке
17. Скшинка-Мала
18. Стара-Ольшина
19. Шишлово
20. Томашево
21. Липница
22. Свинна
23. Серниче-Мале
24. Томишево

## Соседние гмины
1. Гмина Казимеж-Бискупи
2. Гмина Клечев
3. Гмина Повидз
4. Гмина Слупца